# عمواس
عمواس (/ɪˈmeɪəs/ im-AY-əs اليونانية العامية المختلطة: Ἐμμαούς، رومنة: Emmaoús، اللاتينية: Emmaus) هي مدينة ذكرت في إنجيل لوقا في العهد الجديد. ويذكر لوقا أن يسوع ظهر بعد موته وقيامته لاثنين من تلاميذه أثناء سيرهما على الطريق إلى عمواس.
ورغم أن تحديدها الجغرافي غير مؤكد، فقد تم اقتراح عدة مواقع عبر التاريخ، وأهمها عمواس والقبيبة، وكلاهما في الضفة الغربية. كل ما هو معروف هو أنها كانت متصلة بطريق إلى القدس؛ والمسافة التي ذكرها لوقا تختلف في المخطوطات المختلفة، كما أن الرقم المذكور أصبح أكثر غموضًا بسبب التفسيرات.

## الأسماء والموقع

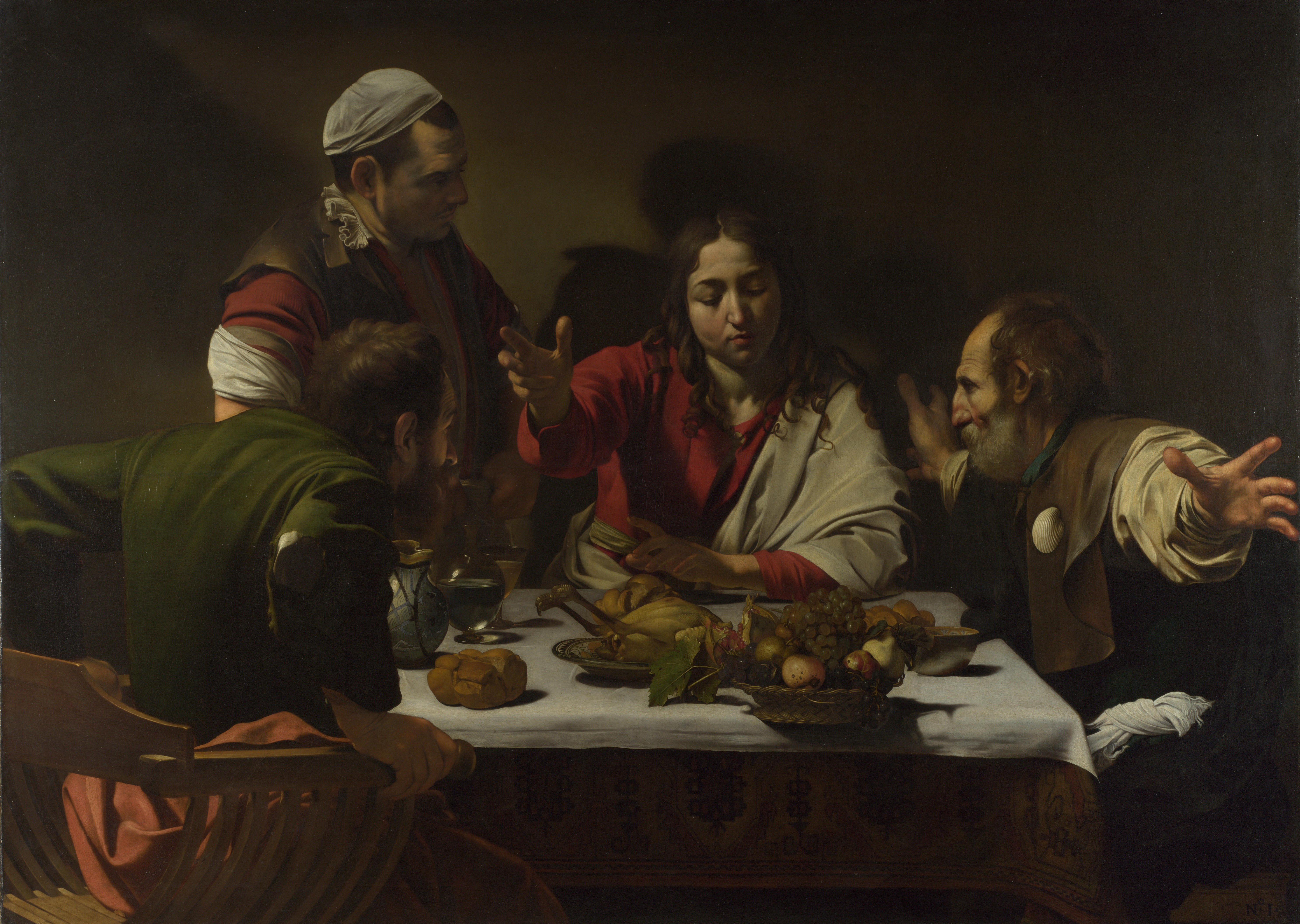
عشاء في عمواس لكارافاجيو، 1601

اسم المكان عمواس شائع نسبيًا في المصادر الكلاسيكية عن بلاد الشام وعادةً ما يكون مشتقًا من اليونانية واللاتينية من الكلمة السامية التي تعني "الربيع الدافئ"، والشكل العبري منها هو حما أو حمَّات (חמת).
يظهر في النصوص اليهودية واليونانية في العديد من الاختلافات: عمواس، عموام، عمواس، عموام، ماوس، عاموس، وما إلى ذلك: اليونانية: Άμμαούμ, Άμμαούς, Έμμαούμ, Έμμαούς، العبرية: אמאוס, אמאום, עמאוס, עמאום, עמוס, מאום, אמהום.
قد يكون اسم عمواس مشتقًا من الكلمة العبرية ḥammat (العبرية: חמת) بمعنى "ينبوع ساخن"، على الرغم من أن هذا يظل غير مؤكد. ويشار إليه عمومًا في المصادر العبرية باسم حمطة أو حمتان. نبع عمواس (اليونانية: Ἐμμαοῦς πηγή)، أو بدلاً من ذلك "ربيع الخلاص" (اليونانية: πηγή σωτήριος) موثق في المصادر اليونانية. على عكس المواقع التوراتية أو المشنائية الأخرى التي تحمل اسم "حماة" وحيث التهجئة العبرية التقليديةחמה تم الحفاظ على في النصوص الكلاسيكية على مر العصور، وتختلف كلمة "عمواس" بقدر ما يختلف التهجئة العبرية التقليدية لهذا المكان في معظم المصادر الكلاسيكية عنאמאוס עמאוס خلال أواخر فترة الهيكل الثاني، تم تغيير اسم عمواس إلى نيكوبوليس (مدينة نيكه)، وهو الاسم الذي ظل قيد الاستخدام حتى القرن السادس الميلادي في خريطة مادبا. يُذكر عمواس بهذا الاسم في مدراش زوتا لأغنية الأغاني 6،8 ومدراش رابا لمراثي إرميا 1،45، وفي مدراش رابا عن سفر الجامعة (7:15). وفقًا لسوزومين (fl. 400  –  450)، وقد أعاد الرومان تسميتها "نتيجة لغزو القدس والانتصار على اليهود ".

## عمواس في العهد الجديد

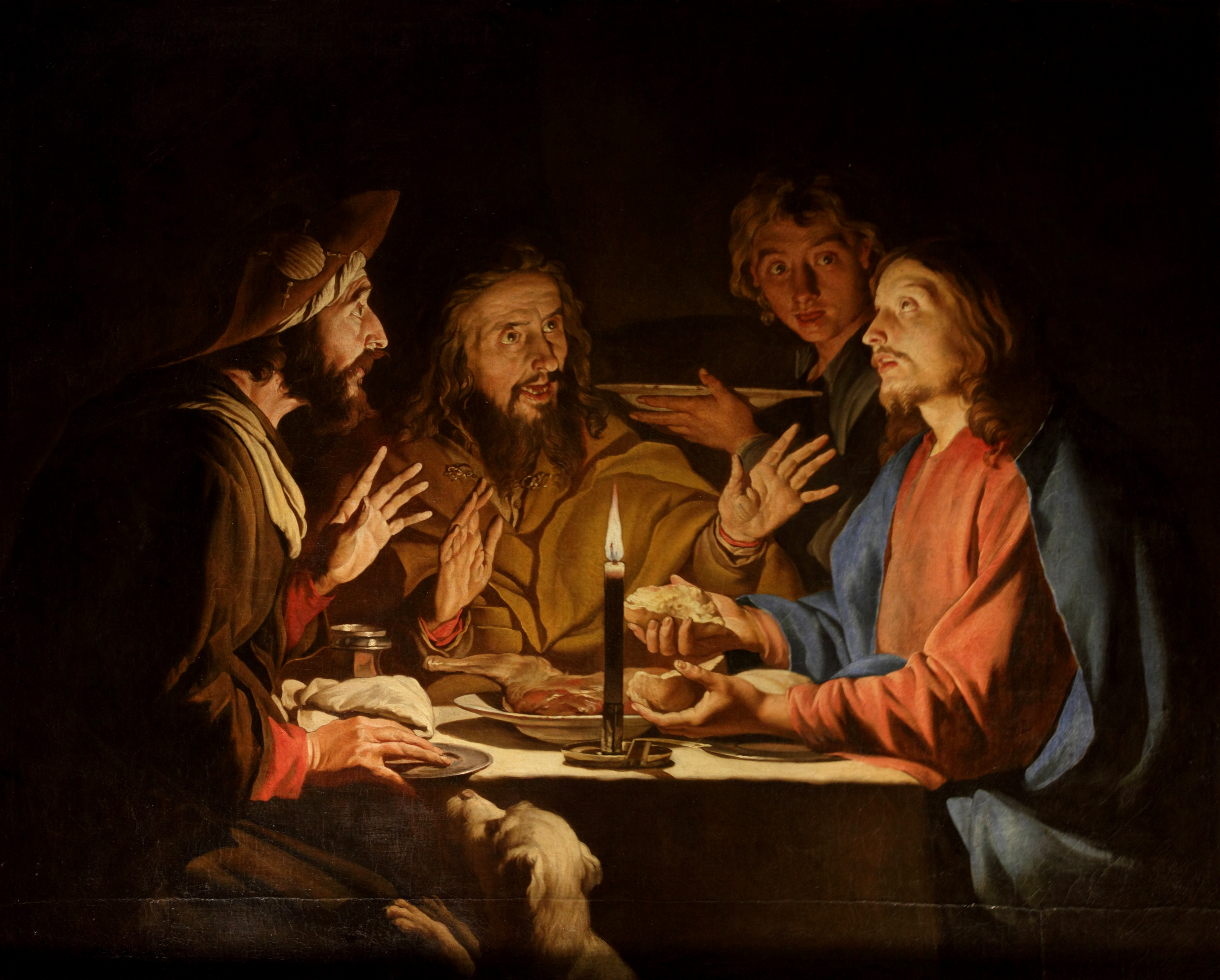
العشاء في عمواس على ضوء الشموع بقلم ماتياس ستوم

ويُذكر أن قرية عمواس هي القرية التي ظهر فيها يسوع لتلاميذه بعد صلبه وقيامته. يشير Luke 24:13-35 إلى أن يسوع ظهر بعد قيامته لتلميذين يسيران من أورشليم إلى عمواس، والتي وصفت بأنها مسافة 60 استاديا (10: 4 إلى 12). كم (اعتمادًا على تعريف الاستاد المستخدم) من القدس. أحد التلاميذ اسمه كليوباس (الآية 18)، بينما رفيقه لم يُذكر اسمه:
في ذلك اليوم نفسه، كان اثنان منهم في طريقهما إلى قرية تُدعى عمواس، تبعد عن أورشليم نحو مئة وستين ستاديًا، وكانا يتحدثان معًا عن جميع هذه الأمور التي حدثت. وبينما كانا يتحدثان ويتناقشان، اقترب يسوع نفسه وأخذ يمشي معهما، ولكن أعينهما كانت عاجزة عن التعرف عليه...
ولما اقتربوا من القرية التي كانوا متوجهين إليها، بدا وكأنه يريد أن يتابع السير، لكنهما ألحّا عليه قائلين: "أقم معنا، فقد اقترب المساء ومال النهار إلى الغروب." فدخل ليقيم معهما.

وعندما جلس معهما إلى المائدة، أخذ الخبز وبارك وكسره وناولهما، فانفتحت أعينهما وتعرفا عليه.
بحسب الإنجيل، تجري أحداث القصة في مساء يوم قيامة يسوع. يسمع التلميذان أن قبر يسوع وجد فارغًا في وقت سابق من ذلك اليوم. إنهم يناقشون أحداث الأيام القليلة الماضية عندما سألهم شخص غريب عما يناقشونه. "فأُمْسِكَتْ أَعْيُنُهُمْ عَنْ مَعْرِفَتِهِ" فوبَّخهم على عدم إيمانهم وشرح لهم النبوات المتعلقة بالمسيح. وعند وصولهم إلى عمواس، طلبوا من الغريب أن ينضم إليهم لتناول وجبة العشاء.
وعندما يكسر الخبز، "تنفتح أعينهم" ويعرفونه باعتباره المسيح القائم من بين الأموات. يختفي يسوع على الفور. ثم أسرع كليوباس وصديقه إلى أورشليم ليحملا الخبر إلى التلاميذ الآخرين.
ويذكر إنجيل مرقس حدثًا مشابهًا (Mark 16:12–16:13)، على الرغم من عدم ذكر وجهة التلاميذ. يعتقد البعض أن هذا المقطع إضافة متأخرة، مستمدة من إنجيل لوقا.
ولم يرد ذكر هذه الحادثة في إنجيل متى أو يوحنا.

## المواقع المحتملة
عمواس هي النسخة اليونانية من الكلمة العبرية واسم المكان للينابيع الساخنة، هامات، وبالتالي فهي ليست فريدة من نوعها في مكان واحد، مما يجعل تحديد موقع العهد الجديد أكثر صعوبة.
يُطلق على عدة أماكن في يهودا والجليل اسم عمواس في الكتاب المقدس، وفي أعمال يوسيفوس فلافيوس، وفي مصادر أخرى من الفترة ذات الصلة. المدينة التي يتم ذكرها في أغلب الأحيان هي مدينة ذات أهمية تقع في وادي أيالون (أيالون اليوم)، والتي سميت فيما بعد عمواس نيكوبوليس.

## التعريف التاريخي

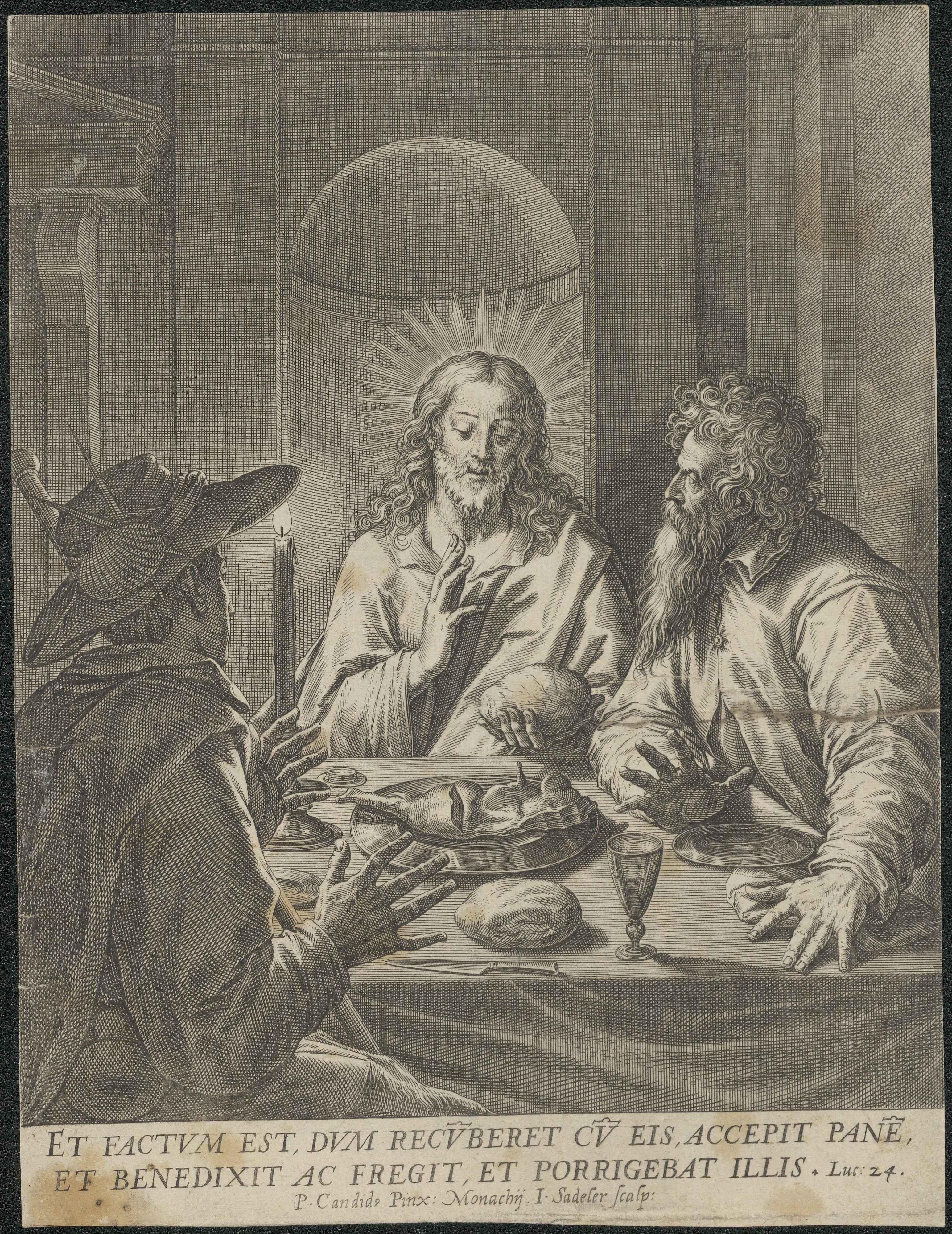
طباعة المطعم في عمواس. محفوظة في مكتبة جامعة غنت.

وقد تم اقتراح العديد من المواقع لموقع عمواس التوراتي، من بينها عمواس نيكوبوليس (حوالي 160 استاديًا من القدس)، وكريات عنابيم (66 استاديًا من القدس على طريق العربات إلى يافا)، وكولونيا (حوالي 36 استاديًا على طريق العربات إلى يافا)، والقبيبة (63 استاديًا، على الطريق الروماني إلى اللد)، وأرطاس (60 استاديًا من القدس) وخربة الخماسة (86 استاديًا على الطريق الروماني إلى إليوثيروبوليس). أقدم هوية معروفة حتى الآن هي إيماوس نيكوبوليس. إن عملية التعرف على هوية الرجلين معقدة بسبب حقيقة أن مخطوطات العهد الجديد تذكر على الأقل ثلاث مسافات مختلفة بين القدس وعماوس في لوقا 24: 13-14.

### عمواس نيكوبوليس/عمواس
كان أول من حدد موقع عمواس في العصر الحديث هو المستكشف إدوارد روبنسون، الذي شبهها بقرية عمواس العربية الفلسطينية (العربية: عِمواس.)، بالقرب من دير اللطرون. قبل تدميرها خلال حرب 1967، كانت قرية عمواس تقع في نهاية وادي أيالون، على حدود منطقة جبال يهوذا، على بعد 153 استاديا (18.6 ميل) من القدس عبر طريق سلسلة جبال كريات ييريم، و161 استاديا (19.6 ميل) عبر طريق سلسلة جبال بيت حورون و 1,600 قدم (490 م)) عبر وادي أيالون. أقل ارتفاعًا.
ربما كان يوسابيوس هو أول من ذكر نيكوبوليس باعتبارها عمواس التوراتية في كتابه أونوماستيكون. وقد أشار جيروم، الذي ترجم كتاب يوسابيوس، في رسالته رقم 108 إلى وجود كنيسة في نيكوبوليس، بنيت في بيت كليوباس حيث كسر يسوع الخبز في تلك الرحلة الأخيرة. منذ القرن الرابع الميلادي، تم التعرف على الموقع بشكل شائع على أنه موقع عمواس التوراتي.

تظهر مدينة عمواس نيكوبوليس على الخرائط الجغرافية الرومانية. يضعه جدول بويتينجر عند حوالي 31 كـم (19 ميل) غرب القدس، بينما تظهر خريطة بطليموس أنها على مسافة 32 كـم (20 ميل) من المدينة. يبدو أن عمواس في إنجيل لوقا يكذب حوالي 12.1 كـم (7.5 ميل) من القدس، على الرغم من وجود نسخة نصية ثانوية محفوظة في مخطوطة سيناء، تعطي المسافة بين عمواس في العهد الجديد والقدس بـ 160 استاديا. وقد تم وصف الموقع الجغرافي لعمواس في التلمود القدسي، رسالة شفيت 9.2:
من بيت حورون إلى البحر منطقة واحدة. فهل هي مجال واحد بدون مناطق؟ قال الحاخام يوحنان: "لا يزال هناك جبل، وأرض منخفضة، ووادي. من بيت حورون إلى عمواس (العبرية: אמאום، ت.ح. 'Emmaum') هو الجبل، من عمواس إلى سهل اللد، ومن اللد إلى وادي البحر. إذن، هل يجب ذكر أربعة؟ إنها متجاورة.
من الناحية الأثرية، تم التنقيب عن العديد من البقايا الأثرية في موقع القرية الفلسطينية السابقة، والتي تقع الآن داخل منتزه كندا، والتي تدعم الادعاءات التاريخية والتقاليد. تم العثور على خمسة هياكل وتم تأريخها، بما في ذلك كنيسة مسيحية من القرن السادس وكنيسة صليبية من القرن الثاني عشر. عمواس نيكوبوليس هي مقر فخري للكنيسة الكاثوليكية الرومانية.
هناك العديد من المصادر التي تقدم معلومات عن التاريخ القديم لهذه المدينة، من بينها سفر المكابيين الأول، وأعمال يوسيفوس، وسجلات من العصر الروماني المتأخر، والبيزنطي، والإسلامي المبكر. وفقًا لـ 1 مكابيين 3: 55-4: 22، حوالي عام 166 قبل الميلاد، حارب يهوذا المكابي ضد السلوقيين في منطقة عمواس على وجه الخصوص، وكان منتصراً في معركة عمواس؛ وفي وقت لاحق، تم تحصين هذه المدينة من قبل بكيديس، وهو جنرال سلوقي (1 مكابيين 9: 50). عندما استولت روما على الأرض أصبحت عاصمة منطقة أو توبارية، وأحرقت بأمر من فاروس بعد وفاة هيرودس في عام 4 قبل الميلاد. خلال الثورة اليهودية الأولى، قبل حصار القدس، تم نشر الفيلق الخامس بقيادة فيسباسيان هناك بينما كان الفيلق العاشر في أريحا. تمت إعادة تسمية المدينة إلى عمواس نيكوبوليس في عام 221 م من قبل الإمبراطور إيل جبل، الذي منحها لقب بوليس ("المدينة") بعد طلب وفد من عمواس. يُقال إن طاعون عمواس عام 639م، المذكور في المصادر الإسلامية، تسبب في وفاة ما يصل إلى 25 ألف شخص في المدينة.

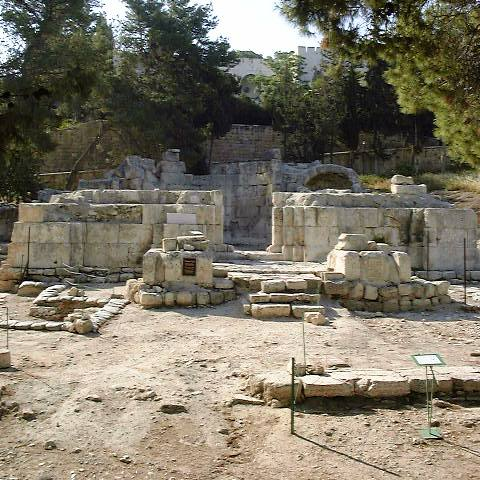
كنيسة عمواس نيكوبوليس البيزنطية (القرن الخامس إلى السابع)، رممها الصليبيون خلال القرن الثاني عشر

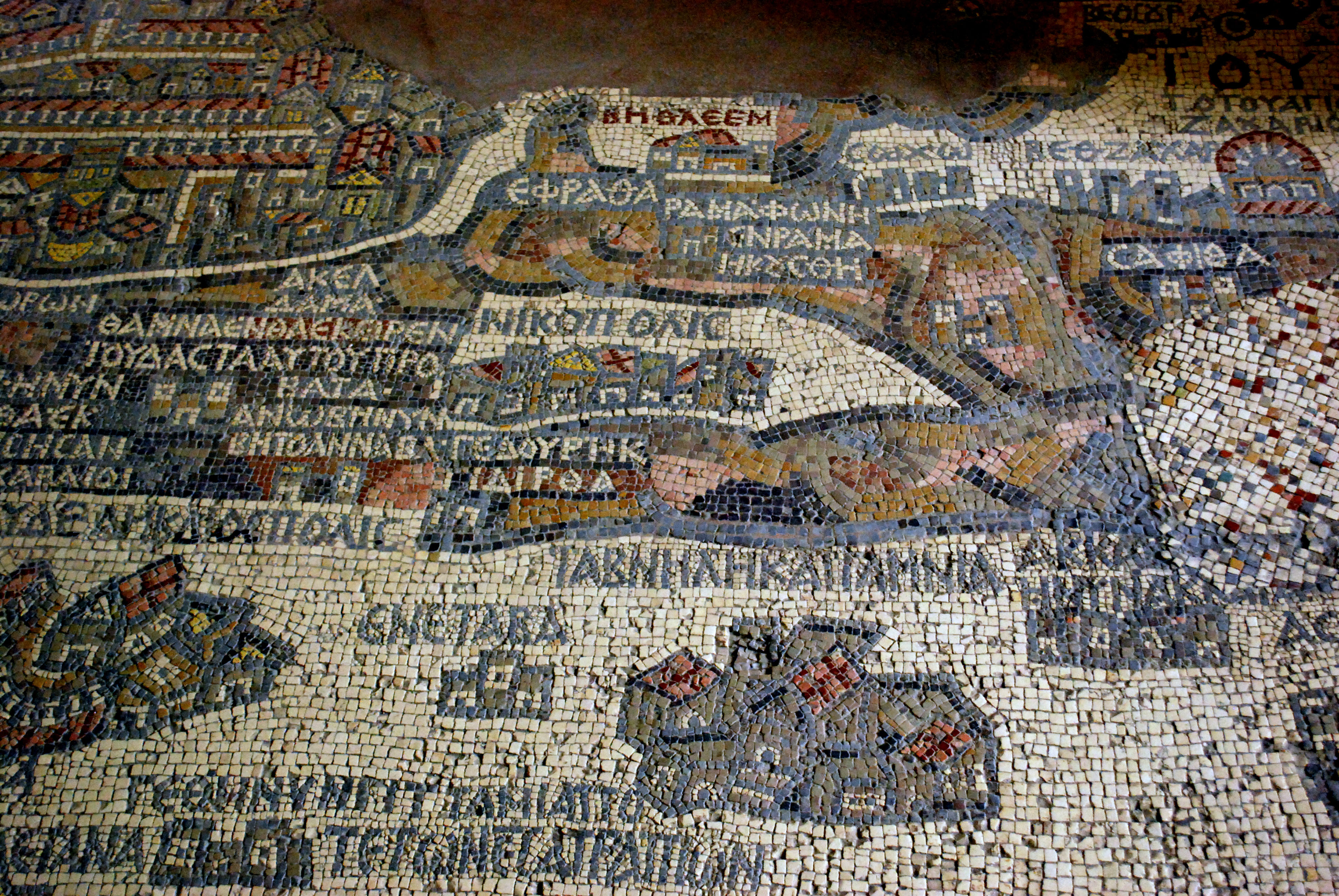
عمواس نيكوبوليس على خريطة مادبا

نيكوبوليس (الإغريقية: Νικόπολις، نيكوبوليس) كان اسم عمواس (العبرية: אמאוס؛ الإغريقية: Ἀμμαοῦς) تحت حكم الإمبراطورية الرومانية حتى غزو فلسطين من قبل الخلافة الراشدة في عام 639. اعتبر آباء الكنيسة بالإجماع أن هذه المدينة هي عمواس العهد الجديد حيث قيل أن يسوع ظهر بعد موته وقيامته؛ ويتم تمييزها أحيانًا عن عمواس أخرى في فلسطين ونيكوبوليس الأخرى في الإمبراطورية الرومانية بالاسم المشترك Emmaus Nicopolis أو Emmaus-Nicopolis. موقع المدينة القديمة، يقع الآن بين تل أبيب والقدس في إسرائيل. تم رعاية الموقع الأثري من قبل مجتمع كاثوليكي فرنسي مقيم منذ عام 1993 ولكن تم تنظيمه رسميًا كجزء من منتزه كندا تحت الإشراف العام لهيئة الطبيعة والمتنزهات الإسرائيلية.

#### الفترة الهلنستية والحشمونائية
بفضل موقعها الاستراتيجي، لعبت عمواس دورًا إداريًا وعسكريًا واقتصاديًا مهمًا في التاريخ. أول ذكر لعمواس ورد في سفر المكابيين الأول، الإصحاحات 3-4، في سياق يهوذا المكابي وثورته ضد الإمبراطورية السلوقية اليونانية في القرن الثاني. BC. يُعتقد تقليديًا أن أول معركة كبرى في الثورة، معركة عمواس، وقعت في هذه المنطقة، حيث أنشأ السلوقيون معسكرًا محصنًا هنا للسيطرة على الريف. خلال فترة الحشمونائيم، أصبحت عمواس مركزًا إداريًا إقليميًا (توباركية) في وادي أيالون.
وفقًا لإحدى النظريات، كانت عمواس في العصر الحشموني والعصر الروماني المبكر تقع في حرفات إكد.

#### الفترة الرومانية

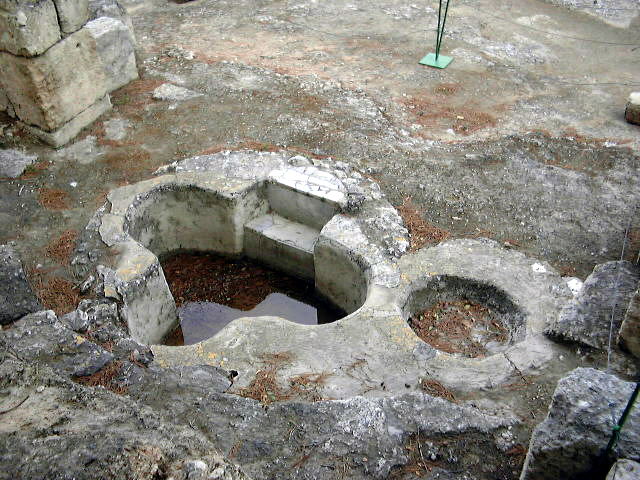
معمودية بيزنطية في عمواس نيكوبوليس

يذكر يوسيفوس فلافيوس عمواس في كتاباته عدة مرات. ويتحدث عن تدمير عمواس على يد الرومان في السنة الرابعة BC. وقد أدرك الإمبراطور فيسباسيان أهمية المدينة، فأنشأ معسكرًا محصنًا هناك في AD 68 لإيواء الفيلق الخامس ("المقدوني")، وتزويده بـ 800 من المحاربين القدامى، على الرغم من أن هذا قد يشير إلى قالونيا وليس عمواس نيكوبوليس. تشير الأعمال الأثرية إلى أن المدينة كانت عالمية، حيث كان يسكنها مزيج من السكان اليهود والوثنيين والسامريين، حيث تم إثبات وجود المجموعة الأخيرة من خلال بقايا كنيس سامري. في AD 130 أو 131، دمرت المدينة بسبب زلزال. في عام 132، تم إعادة بناء أنقاض قلعة عمواس لفترة وجيزة من قبل المتمردين اليهود بقيادة سمعان بار كوخبا واستخدمت كمخبأ أثناء الثورة.
تأسست مدينة نيكوبوليس على أنقاض عمواس في أوائل القرن الثالث، بعد أن قال يوليوس أفريكانوس، الذي أجرى مقابلات مع أحفاد أقارب يسوع، أنه ترأس سفارة إلى روما وأجرى مقابلة مع الإمبراطور الروماني إيل جبل نيابة عن عمواس، وهي قرية فلسطينية صغيرة آنذاك (κώμη). يكتب القديس يوسابيوس " عمواس، ومنه كان كليوباس الذي ذكره الإنجيلي لوقا. واليوم هي نيكوبوليس، وهي مدينة مشهورة في فلسطين. " في عام 222، تم تشييد كنيسة هناك، والتي أعاد البيزنطيون بناؤها أولاً ثم عدلها الصليبيون لاحقًا.

#### الفترة البيزنطية
خلال العصر البيزنطي أصبحت نيكوبوليس مدينة كبيرة وأسقفية. وقد تم تشييد مجمع كنيسة كبير في المكان الذي يعتقد التقليد أن ظهور المسيح القائم قد حدث فيه، وهو الموقع الذي أصبح بعد ذلك مكانًا للحج، ولا تزال آثاره موجودة حتى الآن.

#### الفترة الإسلامية المبكرة
في زمن الفتح الإسلامي لفلسطين، كان المعسكر الرئيسي للجيش العربي في عمواس، عندما ضربها الطاعون، مما أدى إلى مقتل العديد من صحابة النبي. وقد أُشير لاحقًا إلى هذا اللقاء الأول بين الجيوش العربية والأوبئة المزمنة في سوريا باسم "وباء عمواس"، وكان هذا الحدث بمثابة إشارة إلى انحدار مدينة عمواس نيكوبوليس. لا يزال بئر في الموقع يحمل نقشًا ينص على "بئر الطاعون" (بئر الطاعون).

#### الفترة الصليبية
وفي الفترة الصليبية، عاد الوجود المسيحي إلى عمواس، وتم ترميم الكنيسة البيزنطية. ومع ذلك، بدأ الاحتفال بذكرى ظهور يسوع القائم في عمواس أيضًا في ثلاثة أماكن أخرى في الأرض المقدسة: موتزا (حوالي 4 ميل أو 6 كـم قبل الميلاد) غرب القدس)، القبيبة (حوالي 7 ميل أو 11 كـم شمال غرب القدس، وأبو غوش (حوالي 7 ميل أو 11 كـم غرب القدس).

#### الفترة العثمانية
وقد تم التعرف على قرية عمواس العربية مرة أخرى على أنها قرية عمواس التوراتية ونيكوبوليس الرومانية البيزنطية من قبل العلماء في القرن التاسع عشر، بما في ذلك إدوارد روبنسون (1838-1852)، م.-ف. غيرين (1868)، تشارلز سيمون كليرمون جانو (1874)، وJ.-B. غيلموت (1880–1887). ومن الجدير بالذكر أن إحدى الراهبات الصوفيات المحليات تدعى القديسة مريم يسوع المصلوب، وهي راهبة من دير الكرمليين في بيت لحم، حصلت على وحي أثناء صلاتها النشوانية في عام 1878 حيث ظهر يسوع ليشير إلى أن عمواس هو إنجيل عمواس. "وصلت إلى قمة تلة، حيث كانت هناك، وسط العشب والأشواك، بعض الحجارة المنحوتة. انتقلت وتحركت، والتفتت نحو أخواتها [في الدين]، وقالت لهن بصوت عالٍ: "هذا هو حقًا المكان الذي أكل فيه ربنا مع تلاميذه". بناءً على هذا الوحي، حصلت الرهبنة الكرملية على مكان عمواس المقدس من المسلمين في عام 1878، وأُجريت أعمال حفر، واستؤنف تدفق الحجاج إلى عمواس.

#### الانتداب البريطاني
في عام 1930، قامت الرهبانية الكرملية ببناء دير، بيت السلام، على قطعة الأرض التي تم شراؤها في عام 1878. وفي نوفمبر/تشرين الثاني 1947، نسبت خطة الأمم المتحدة لتقسيم فلسطين هذه المنطقة إلى الدولة العربية. قبل اندلاع الأعمال العدائية في الحرب العربية الإسرائيلية عام 1948، كان عدد سكان عمواس 1100 عربي.

#### الأردن
خاض الإسرائيليون والأردنيون معركة اللطرون من أجل السيطرة على هذه المنطقة الإستراتيجية التي كانت تغلق الطريق إلى القدس. وكجزء من نتائج الحرب، سقطت قرية عمواس الفلسطينية، التي تقع في موقع عمواس نيكوبوليس، ضمن أراضي الضفة الغربية تحت الحكم الأردني.

#### إسرائيل

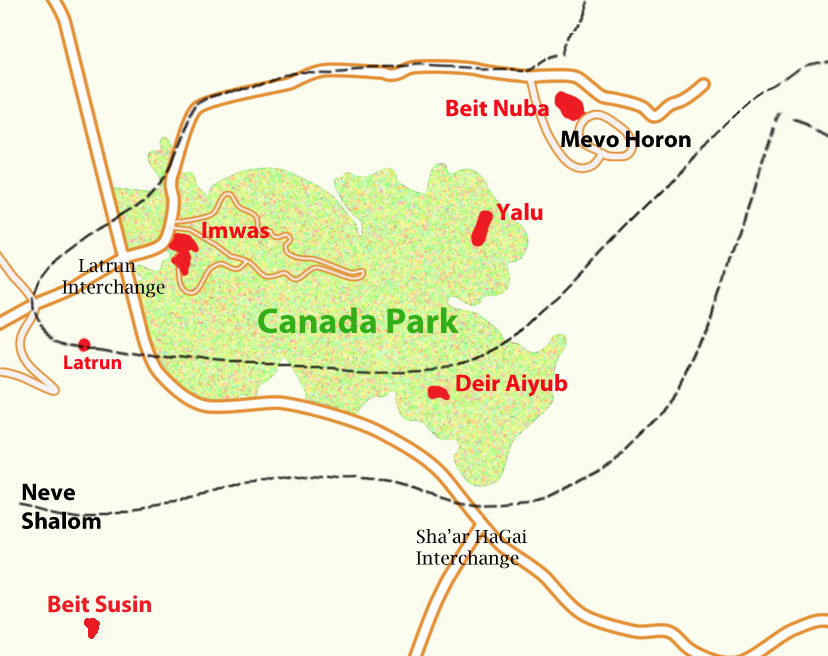
خريطة منتزه كندا.

في عام 1967، وبعد حرب 1967، طردت القوات الإسرائيلية سكان قرية عمواس، وهدمت القرية بالجرافات، تاركة الكنيسة البيزنطية الصليبية، والتي تسمى بالعربية الكنيسة، سليمة في مقبرتهم. قامت الجماعة الكاثوليكية، جماعة التطويبات، بتجديد الموقع في عامي 1967 و1970 وافتتحت المركز الفرنسي لدراسة ما قبل تاريخ أرض إسرائيل بجواره حيث سُمح لهم بالاستقرار فيه في عام 1993.
وفي وقت لاحق، تم إنشاء حديقة كندا في عام 1973، بتمويل من الصندوق القومي اليهودي في كندا، وشملت زراعة غابة على أنقاض قرية عمواس.   أصبح الموقع مكانًا مفضلًا للنزهة بالنسبة للإسرائيليين وأصبحت منطقة اللطرون منطقة احتفالات إسرائيلية بحرب الاستقلال.

#### علم الآثار

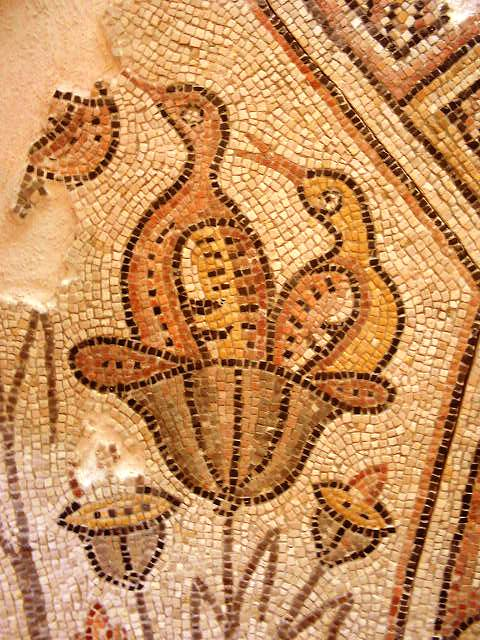
فسيفساء بيزنطية من عمواس نيكوبوليس

بدأت الحفريات الأثرية في عمواس في أواخر القرن التاسع عشر وتستمر حتى يومنا هذا: كليرمون-غانو (1874)، ج.-ب. غيلموت (1883-1887)، الآباء الدومينيكان ل.-هـ. فينسينت و ف.-م. أبيل (1924–1930)، ي. هيرشفيلد (1975)، م. جيشون (1978)، ميكو لوهيفوري، م. بيتشيريلو، ف. ميشيل، ك.-إتش. فليكنشتاين (منذ 1994). أثناء الحفريات في منتزه كندا (غابة أيالون)، تم اكتشاف أطلال تحصينات عمواس من العصر الحشموني، إلى جانب حمام روماني من القرن الثالث الميلادي، وكهوف دفن يهودية من القرن الأول الميلادي، ومنشآت هيدروليكية رومانية بيزنطية، ومعاصر زيت ومقابر. ومن بين الاكتشافات الأخرى العملات المعدنية، ومصابيح الزيت، والأواني، والمجوهرات. تم تطهير الجدار الشرقي (الخلفي) ذو الثلاث زوايا للكنيسة البيزنطية، مع معمودية خارجية وفسيفساء متعددة الألوان، بالإضافة إلى جدران الكنيسة الصليبية التي تم بناؤها مقابل الحنية البيزنطية المركزية (القرن الثاني عشر). وفي منطقة عمواس تم العثور على العديد من النقوش العبرية والسامرية واليونانية واللاتينية المنحوتة على الحجارة.

#### التماهي مع موقع الإنجيل
تشير أغلب مخطوطات إنجيل لوقا التي وصلت إلينا إلى مسافة 60 استاديا (حوالي 11 م). كم) بين القدس وعماوس. ومع ذلك، هناك العديد من المخطوطات التي تنص على أن المسافة هي 160 استاديا (31 ميلا). كم). وتشمل هذه المخطوطات ذات الحروف الكبيرة א (مخطوطة سيناء)، Θ، Ν، Κ، Π، 079 والمخطوطات ذات الحروف الصغيرة 158، 175، 223، 237، 420، بالإضافة إلى كتب القراءات القديمة والترجمات إلى اللاتينية (بعض مخطوطات Vetus Latina، ومخطوطات عالية الجودة من الفولجاتا )، بالآرامية، واللغات الجورجية والأرمنية. لقد تم اعتماد صيغة الستين ملعبًا للطبعات المطبوعة من إنجيل لوقا منذ القرن السادس عشر. الحجة الرئيسية ضد نسخة 160 ملعبًا تدعي أنه من المستحيل السير على مثل هذه المسافة في يوم واحد. تمشيا مع مبدأ القراءة الصعبة والقراءة الحقيقية، يُفترض أن النسخة الأصعب هي النسخة الأصلية، لأن النساخ القدماء للكتاب المقدس كانوا يميلون إلى تغيير النص من أجل تسهيل الفهم، ولكن ليس العكس. من الممكن المشي من القدس إلى عمواس والعودة في يوم واحد.
تذكر المصادر اليهودية القديمة (سفر المكابيين الأول، يوسيفوس فلافيوس، التلمود والمדרش) قرية واحدة فقط تسمى عمواس في منطقة القدس: عمواس في وادي أيلون. على سبيل المثال، في "الحرب اليهودية" (4، 8، 1) يذكر يوسيفوس فلافيوس أن فيسباسيان وضع الفيلق المقدوني الخامس في عمواس. وقد أكد ذلك علماء الآثار الذين اكتشفوا شواهد قبور محفورة لجنود الفيلق في منطقة عمواس. (قرية موتزا، تقع على بعد 30 استاديا (حوالي 4 ميل أو 6 كـم) بعيدًا عن القدس، ورد ذكرها في المخطوطات اليونانية في العصور الوسطى عن "الحرب اليهودية" التي قادها يوسيفوس فلافيوس (7،6،6) تحت اسم عمواس، على ما يبدو نتيجة لخطأ النساخ).
إن التقليد المسيحي القديم لآباء الكنيسة، وكذلك الحجاج إلى الأراضي المقدسة خلال الفترة الرومانية البيزنطية، اعترفوا بالإجماع بأن نيكوبوليس هي عمواس في إنجيل لوقا (أوريجانوس (على الأرجح)، يوسابيوس القيصري، القديس جيروم، هيسيخيوس القدس، ثيوفانس المعترف، سوزومين، ثيودوسيوس، إلخ).

### القبيبة/قلعة عمواس/شوبيبي/القبيبات
واحتمال آخر هو قرية القبيبة الواقعة غربي النبي صموئيل على طريق بيت حورون شمال غربي القدس. وتقع البلدة، التي تعني "القباب الصغيرة" بالعربية، على بعد حوالي 65 استادياً من القدس. تم اكتشاف حصن روماني أطلق عليه لاحقًا اسم كاستيلوم إيماوس (من الجذر اللاتيني castra، والذي يعني المخيم) في الموقع في عام 1099 من قبل الصليبيين. ولكن لا يوجد أي مصدر من العصر الروماني أو البيزنطي أو الإسلامي المبكر يذكر أنها كانت تسمى "عمواس" في زمن يسوع. ومن غير المؤكد الآن ما إذا كان يوسيفوس (الذي وضع عمواس على مسافة ثلاثين ملعبًا من القدس) يشير إلى هذا المكان. ولكن إنجيل لوقا يتحدث عن 60 استاديا (لوقا 24: 13)، وهي مسافة قريبة جداً من الـ 65 استاديا الفعلية إلى القبيبة.
في القرن الثاني عشر، أطلق الصليبيون في مملكة القدس على الموقع اسم "الماهوميريا الصغيرة"، وذلك لتمييزه عن " الماهوميريا الكبيرة " قرب رام الله. يبدو هذا المصطلح مشابهًا لكلمة "محمد"، وكان يُستخدم في العصور الوسطى لوصف مكان يسكنه المسلمون أو يستخدمونه للصلاة. وقد أطلق عليها اسم القبيبات لأول مرة في نهاية القرن نفسه الكاتب أبو شامة، الذي يذكر في كتابه الجنتين عن أمير مسلم وقع في أيدي الصليبيين في هذا المكان. قام الفرنسيسكان ببناء كنيسة هنا في عام 1902، على أنقاض كنيسة صليبية.
خلال الحرب العالمية الثانية، احتجزت السلطات البريطانية الفرنسيسكان ذوي الجنسيتين الإيطالية والألمانية في عمواس القبيبة. وفي أثناء وجوده هناك، أجرى بيلارمينو باجاتي حفريات من عام 1940 إلى عام 1944 والتي كشفت عن قطع أثرية من العصور الهلنستية والرومانية والبيزنطية والصليبية. مستوحى من عمل باجاتي، قام فيرجيليو كانيو كوربو أيضًا ببعض الاستكشافات التجريبية.

### أبو غوش/كريات عنافيم
تقع أبو غوش في منتصف طريق كريات يعاريم بين نيكوبوليس والقدس، على بعد تسعة أميال (83 ملعبًا) من العاصمة. تم تحويل دير سابق للراهبات المينورياتيات مع كنيسة قوطية إلى إسطبل. حدّد روبنسون تاريخها بالفترة الصليبية، وأعلن أنها "أكثر كنيسة قديمة محفوظةً في فلسطين". ودعمت الحفريات التي أُجريت عام ١٩٤٤ تحديدها بفونتينويد، وهو موقع اعتبره الصليبيون لفترةٍ ما موقع عمواس قبل أن يقبلوا نيكوبوليس على أنها عمواس "الحقيقية".

### عمواس/كولونيا/موتسا/عماسة/عماوس/خربة مزة
كولونيا، الواقعة بين أبو غوش والقدس على طريق كريات ييريم، هي إمكانية أخرى. على مسافة حوالي 8 كم من القدس، وكان يشار إليها باسم موزة في العهد القديم (Joshua 18:26). وقد وردت ضمن مدن بنيامين في Joshua 18:26، وأشير إليها في التلمود كمكان يأتي إليه الناس لقطع أغصان الصفصاف الصغيرة كجزء من احتفال عيد العرش (مشناه، سوكا 4.5: 178). تم التعرف على موتزا على أنها عمواس لوقا في عام 1881 من قبل ويليام ف. بيرش (1840-1916) من صندوق استكشاف فلسطين، ومرة أخرى في عام 1893 من قبل باولو سافي. على بعد ميل واحد إلى الشمال من موتزا الحديثة توجد خربة تسمى خربة بيت ميزا، والتي تم تحديدها من قبل بعض العلماء على أنها موزة التوراتية، حتى وضعت الحفريات الأخيرة موزة في خربة ميزا (بدون "بيت")، كما تسمى أطلال قالونيا/كولونيا باللغة العربية.
توقفت الحفريات التي أجراها البروفيسور كارستن بيتر ثيدي في الفترة من 2001 إلى 2003 بسبب وفاته المفاجئة في عام 2004. كان ثيدي مؤيدًا قويًا لموتزا باعتبارها عمواس الحقيقي. اقترح أن اللاتينية أماسا واليونانية عماوس مشتقتان من الاسم العبري التوراتي موتزا: موتزا - هاموتزا ("ها" هو المعادل العبري للأداة التعريفية "ال") - هاموسا - عاموس - عمواس. لقد تم إزالة ملخصات حفرياته من موقع الكلية التي كان يدرس بها في بازل، ولكن هناك كتاب ومقالة واحدة على الأقل نشرها حول هذا الموضوع متاحة. وزعم أنه لا يمكن اعتبار نيكوبوليس، ولا أبو غوش، ولا القبيبة لأن الأولى كانت تقع بعيداً جداً عن القدس، في حين لم تكن المدينتان الأخريان تُدعيان عمواس في زمن يسوع.
يكتب يوسيفوس فلافيوس في كتابه "آثار اليهود" عن مدينة تسمى عمواس في سياق ثورة المكابيين، والتي تتوافق جيدًا مع المدينة الكبيرة التي سميت فيما بعد عمواس نيكوبوليس، والتي تقع على بعد أكثر من 170 استادًا رومانيًا من القدس، بينما في كتابه "الحرب اليهودية" يذكر مدينة عمواس أخرى، على بعد 30 استادًا رومانيًا فقط من القدس، حيث استقر فيسباسيان 800 من الفيلق الروماني بعد الثورة اليهودية الأولى. تستخدم المخطوطات اللاتينية القديمة اسم "أماسا"، في حين تستخدم المخطوطات اليونانية في العصور الوسطى اسم "عماوس". سرعان ما أدى إنشاء "كولونيا" الرومانية حديثًا إلى اختفاء الاسم القديم: حتى الأعمال اليهودية في القرنين الثالث والخامس، والميشناه، والتلمود البابلي والقدس، تتحدث عن "قيلونيا"، وهو تحريف آرامي لكلمة "كولونيا". وقد نجا هذا الاسم إلى العصر الحديث في اللغة العربية باسم " قالونيا ". لقد كانت هذه بالفعل قرية دائمًا، وليست مدينة مثل عمواس نيكوبوليس، وبالتالي فهي تتناسب مع الوصف الذي قدمه لوقا (κωμη "قرية") بشكل أفضل بكثير من الأخير. إن الفرق في المسافة إلى أورشليم بين عمواس التي ذكرها لوقا ويوسيفوس، 60 مقابل 30 استاديا، لا يزال أصغر بكثير من الفرق إلى نيكوبوليس، التي تقع على بعد 176 استاديا بالكامل على الطريق الروماني من أورشليم. قام ثيدي بإعادة حساب المسافة الفعلية بين البوابة الغربية لمدينة القدس في ذلك الوقت، وموقع الحفريات في موتزا الذي كشف عن القرية اليهودية التي سبقت مستعمرة المحاربين القدامى الرومانيين، وتوصل إلى رقم 46 استاديا. وهذا من شأنه أن يضعها في المنتصف بين المسافة التي ذكرها لوقا ويوسيفوس، والتي يعتبرها ثيدي تقريبًا جيدًا في ذلك الوقت. أسفرت أعمال التنقيب التي قام بها ثيدي عن اكتشاف قطع أثرية يهودية تعود إلى الفترة التي سبقت سقوط القدس في عام 70 ميلادية، مما أعطى مادة لادعائه بأنه وجد عمواس التي ذكرها لوقا، والتي كان من الضروري أن يستوطنها اليهود. وبما أنه لم يكن هناك أي عمواس آخر في محيط القدس، فقد كانت موتزا هي المرشحة الوحيدة الجديرة بالثقة.

### هورفات إكد
هورفات إكد، تقع على قمة تل 2 كم شرق عمواس نيكوبوليس، هو مرشح حديث لموقع عمواس القديمة. يتميز هذا الموقع الأثري بتحصينات هامة يعود تاريخها إلى القرن الثاني قبل الميلاد، والتي من المحتمل أن تُنسب إلى الجنرال السلوقي باكيديس وتم تعزيزها خلال ثورة بار كوخبا، في أوائل القرن الثاني الميلادي. تشمل الاكتشافات في الموقع حمامات طقسية، ونظام إخفاء استخدم أثناء الثورة، بالإضافة إلى العديد من القطع الأثرية مثل عملات بار كوخبا والأسلحة.
وفقًا لإحدى النظريات، كانت عمواس تقع في الأصل في حرفات إكد خلال العصر الهلنستي والعصر الروماني المبكر، ثم تم التخلي عنها لاحقًا في أعقاب ثورة بار كوخبا. انتقل اسم عمواس فيما بعد إلى موقع عمواس نيكوبوليس، حيث كانت المدينة تقع في العصرين الروماني والبيزنطي.

## التعريف الرمزي المحتمل
أحد أقدم النسخ الباقية من إنجيل لوقا، المحفوظة في مخطوطة بيزا، تقول "أولماوس" بدلاً من عمواس. في الترجمة السبعينية، وهي الترجمة اليونانية لكتب العهد القديم، كان أولاموس هو المكان الذي زار فيه الله يعقوب في حلمه، بينما كان نائمًا على صخرة. ومع ذلك، فإن "أولاموس" لم يكن اسم مكان حقيقي، بل كان خطأ في الترجمة. الاسم الأصلي في العبرية كان "لوز". لقد تم تصحيح هذا الخطأ في وقت لاحق، لكنه ظل موجودًا حتى وقت كتابة الإنجيل حوالي عام 100 ميلادي. وهكذا، تم طرح نظرية مفادها أن القصة في الإنجيل كانت رمزية فقط، وتقارن بين زيارة الله ليعقوب وزيارة يسوع للتلاميذ.

## الاستخدام المعاصر
إيماوس، بنسلفانيا، هي بلدة تقع في منطقة وادي ليهاي في الولايات المتحدة، وتستمد اسمها من الإشارات الكتابية إلى إيماوس.

## روابط خارجية
- عمواس نيكوبوليس، الموقع الرسمي
- Omnes Viae: من القدس إلى عمواس على خريطة بيوتنجر

31°50′21″N 34°59′22″E / 31.8393°N 34.9895°E